# Parròquia de Jumpravas
La Parròquia de Jumpravas (en letó: Jumpravas pagasts) és una unitat administrativa del municipi de Lielvārde, Letònia. Abans de la reforma territorial administrativa de l'any 2009 pertanyia al raion d'Ogres.

## Pobles, viles i assentaments
- Dzelmes
- Jumprava
- Viešļi

## Persones notables
- Ivande Kaija (1876-1942)
- Andrejs Pumpurs (1841-1902)